# Seznam kustodů a prefektů tajného vatikánského archivu
Seznam kustodů a prefektů vatikánského archivu
- Michele Lonigo (1610–1617)
- Baldassare Ansidei (1612–1614, společně s Michelem Lonigem)
- Nicolò Alemanni (1614–1626)
- Felice Contelori (1626–1644)
- Costanzo Centofiorini (1644–1656)
- Domenico Salvetti (1656–1665)
- Francesco Ravizza (1665–1675)
- Pier Francesco De Rossi (1670–1675 jako zástupce Ravizzy, který úřad nevykonával)
- Giuseppe Vallemani (1675–1676)
- Giovanni Bissaiga (1676–1691)
- Tommaso Di Giulio nebo de Juliis (1691–1712)
- Giacomo Antonio De Pretis (1712–1727)
- Pietro Donnino De Pretis (1727–1741)
- Filippo Antonio Ronconi (1741–1750)
- Giuseppe Garampi (1751–1772)
- Mario Zampini (1772–1782)
- Callisto Marini (1782–1822; 1815–1822 společně s Marinem Marinim)
- Gaetano Marini (1782–1815)
- Carlo Altieri (1809–1815 společně s Callistem Marinim)
- Marino Marini (1815–1822 společně s Callistem Marinim a v letech 1822–1855 společně s Pier Filippem Boattim)
- Augustin Theiner, C.O. (1855–1870)
- Giuseppe Cardoni (1870–1873)
- Carlo Cristofori (1873–1877)
- Francesco Rosi Bernardini (1877–1879)
- Joseph Hergenröther (1879–1890)
- Agostino Ciasca (1891–1892)
- Luigi Tripepi (1892–1894)
- Peter Wenzel (1894–1909)
- Mariano Ugolini (1909–1925)
- Angelo Mercati (1925–1955)
- Martino Giusti (1956–1984)
- Josef Metzler, O.M.I. (1984–1995)
- Sergio Pagano, B. (1997–)